# Bloodmania
Bloodmania (auch: Herschell Gordon Lewis‘ BloodMania) ist ein US-amerikanischer Episoden-Horrorfilm aus dem Jahr 2017. Es ist die letzte Regiearbeit des US-amerikanischen Splatterfilm-Vorreiters Herschell Gordon Lewis, der mit Gory Story und The Night Hag zwei der insgesamt vier Episoden drehte. Die beiden anderen Episoden stammen von Kevin Littlelight (GOREgeous) und Melanie Reinboldt (Attack of Conscience).

## Handlung
In der Rahmenhandlung tritt Herschell Gordon Lewis auf und scherzt über die einzelnen Filme.

### Gory Story
Nach einem Unfall hat Brester Bricabrac einen Haken als rechte Hand erhalten. Doch dieser ist verflucht. So schnappt er sich eine Geisel und rast mit dieser wie irre durch die Stadt, verfolgt von einem Reporterteam. In Rückblenden sieht man, wie er wahnsinnig wurde. Schlussendlich tötet er sich selbst mit dem Haken.

### Attack of Conscience
Julie und Beau sind das perfekte Liebespaar. Doch gerade als Beau um Julies Hand anhält, verändert sich plötzlich die Stimmung und er tötet Julie. Anschließend erwacht Julie wieder und eine ähnliche Szenerie beginnt, die wieder mit ihrem Tod endet. Nach mehreren Durchgängen sieht man Julie im Krankenhaus im Koma liegend. Tatsächlich war es sie, die Beau umbrachte, mit dem sie eine kurze Beziehung hatte, die jedoch auch nach kurzer Zeit geendet hatte. In ihrer Wahnvorstellung tötete sie ihn und wurde anschließend von der Polizei angeschossen.

### The Night Hag
Das Ehepaar Lear ist mit ihren zwei Kindern in ein verfluchtes Haus eingezogen. Ein Geist treibt Samantha in den Wahnsinn, während weder ihr Ehemann noch ihre Kinder an diesen glauben. Stattdessen halten sie ihre Mutter für verrückt. Von Schlaflosigkeit geplagt führt ihr Ehemann sie hinters Licht und flößt ihr Schlafmittel ein. Doch Samantha ist nicht verrückt. Aus den ausgefallenen Haaren im Bad hat sich ein Geisterwesen entwickelt, das in den Wänden haust und nun nach ihren Leben trachtet. Gemeinsam gelingt es ihnen, das Monster zu vernichten. Anschließend verkaufen sie das Haus. Als Vorsichtsmaßnahme rasieren sie sich die Haare ab und ziehen in ein neues Haus. Doch das Monster hat sich im Sitz versteckt und verfolgt sie weiter.

### GOREgeous
Der Manager Gordo kümmert sich mehr schlecht als recht um die Belange einer weiblichen Hard-Rock-Band. Schließlich wird er von der Plattenfirma gefeuert, doch soll er noch ein letztes Musikvideo mit ihnen drehen, das er vereinbart hatte. Er beschließt Rache zu nehmen und tötet die ganze Band auf sadistische Weise.

## Hintergrund
Es handelte sich um die letzte Regiearbeit von Herschell Gordon Lewis, der bei den beiden Episoden Gory Story und The Night Hag Regie führte. Er verstarb bereits ein Jahr vor Vollendung und Veröffentlichung des Films. Im Film tritt er auch als Erzähler auf, was zusammen mit Blood Feast – Blutiges Festmahl (2016) von Marcel Walz sein letzter öffentlicher Auftritt war.
In Deutschland erschien der Film zunächst als Blu-ray-Mediabook in einer auf 666 Stück limitierten Auflage über CMV Laservision. Gleichzeitig wurde der Film auch in deren Trash-Collection veröffentlicht. Geplant waren weitere Heimkinoauswertungen, doch die Freiwillige Selbstkontrolle der Filmwirtschaft verweigerte eine 18er Freigabe. Schließlich entschied sich cmv den Film dennoch als SPIO/JK-Freigabe zu veröffentlichen. Diese Version erschien am 25. September 2020.

## Rezensionen
Das deutschsprachige Fanzine Totentanz schrieb: „Das ist halt alles Trash Pur. Schlechte CGI aber krasse Gore/Splatter FX am laufenden Band. Durchgeknallte Darsteller und viel Troma Humor. So müsst ihr euch Bloodmania ungefähr vorstellen. Da muss man schon eins, zwei Augen zudrücken oder einfach mit Kumpels & Bier den Streifen abfeiern.“ Auch der Film-Blog Filmchecker bewertete den Film als schlecht: „Eine inhomogene Masse thematisch kaum zusammenhängender, schlechter Splatter-Kurzfilme, die auch noch all ihre sehr starken, handgetricksten Effekte durch peinliches CGI, altbekannte Sounds und unpassende Geschichten für ihre Kills versaut. Nichts ergibt Sinn, kaum etwas ist witzig, Atmosphäre oder audiovisuelle Qualitäten sucht man vergeblich.“